# Ernestine Wiedenbach

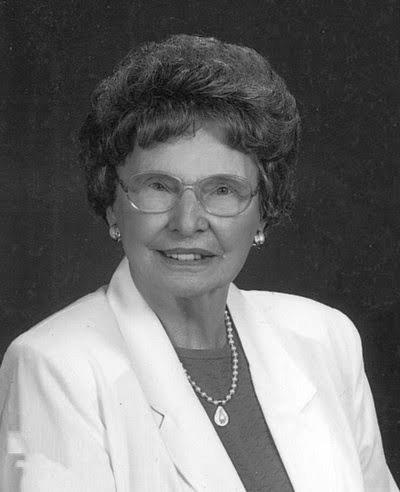
Ernestine Wiedenbach

Ernestine Wiedenbach (* 18. August 1900 in Hamburg; † 8. März 1996 in Florida) war eine US-amerikanische Pflegetheoretikerin und Hochschullehrerin mit deutschem Migrationshintergrund. Sie formulierte 1954 in ihrem Buch „Clinical nursing: A helping art.“ (dt.: Klinische Krankenpflege – eine helfende Kunst) eine Pflegetheorie, die auch als Theorie nach Wiedenbach bezeichnet wird. Sie gilt als eine der Pionierinnen der amerikanischen Pflegetheorie.

## Werdegang
Wiedenbach verließ mit ihrer Familie 1909 Deutschland und emigrierte nach New York. Sie besuchte zunächst das Wellesley College in Boston und erhielt dort 1923 den B.A. Anschließend studierte sie bis 1925 an der Johns Hopkins School of Nursing Krankenpflege. Nach verschiedenen Tätigkeiten in Krankenhäusern und dem öffentlichen Gesundheitswesen, besuchte sie Abendkurse am Teachers College der Columbia University. Sie beendete ihr Studium 1934 mit einem M.A. in öffentlicher Gesundheitsfürsorge. Mit 45 Jahren ließ Wiedenbach sich an der Maternity Center Association School for Nurse-Midwives in New York zur Hebamme ausbilden, ab 1946 unterrichtete sie an dieser Schule, bis sie 1952 als Dozentin für Entbindungspflege nach Yale University wechselte. 1954 wurde sie Assistenzprofessorin, 1956 außerordentliche Professorin. Dort unterrichtete Wiedenbach gemeinsam mit Ida Jean Orlando und unterhielt engen akademischen Kontakt mit den Philosophen James Dickoff und Pamela James, mit denen gemeinsam im Bereich der Pflegephilosophie arbeitete.

## Pflegetheoretische Arbeit
Mitte der 1960er begann Wiedenbach mit der Entwicklung einer Pflegetheorie, die auf ihren Erfahrungen innerhalb ihrer Pflegepraxis basiert. 1964 veröffentlichte sie das Buch „Clinical Nursing a Helping Art“, 1969 folgte „Meeting the Realities in Clinical Teaching“ (dt. Realitätsnaher klinischer Unterricht), die als ihre wichtigsten Schriften gelten. Sie legte den darin den Blickwinkel auf die Bedürfnisse der Pflegebedürftigen und löste sich damit vom bislang medizinisch-orientierten Blickwinkel. Sie entwickelte zudem das Konzept der Validation, das ein wichtiger Bestandteil der Pflegeprozesstheorie Orlandos wurde. Durch die enge Zusammenarbeit der beiden Theoretikerinnen ist häufig eine genaue Zuordnung formulierter Konzepte der jeweiligen Autorin schwierig, auch wenn sich die beiden Theorien im Einzelnen deutlich unterscheiden.
Wiedenbach ging 1966 in Ruhestand, arbeitete jedoch bis 1976 weiterhin als Beraterin und Dozentin. Sie verstarb 1996 in Florida.

## Veröffentlichungen
- Ernestine Wiedenbach: The helping art of nursing. American Journal of Nursing, 63(11), 54–57, 1963.